# Iwona Kowalewska
Iwona Dąbrowska-Kowalewska (ur. 21 maja 1966 w Puławach) – polska pięcioboistka.
W wieku siedmiu lat rozpoczęła pływać, następnie uprawiała lekkoatletykę, a od września 1982 r. pięciobój nowoczesny. W swojej dyscyplinie sześciokrotnie zdobywała drużynowe mistrzostwo świata oraz także sześć razy mistrzostwo świata w sztafecie pięcioboju nowoczesnego. Największym sukcesem było zdobycie tytułu Indywidualnej Mistrzyni Świata (1992 r.) i Wicemistrzyni Świata (1993 r.) oraz Mistrzyni Europy (1995 r.), Wicemistrzyni Europy (1997 r. i 1998 r.) oraz brązowego medalu Mistrzostw Europy (1989 r.)
7 razy wygrała Mistrzostwa Polski w pięcioboju nowoczesnym, sukcesem okazał się również tytuł Mistrzyni Polski w szermierce(1996 r.) trochę nietypowe dla pięcioboistki. W sumie, w czasie trwającej 15 lat międzynarodowej kariery sportowej zdobyła 30 medali w imprezach rangi – Mistrzostwa Świata i Europy, w tym 19 złotych krążków.
Iwona Kowalewska zwyciężała w Plebiscytach na „Najlepszego Sportowca Warszawy” (1993 r.), „Najlepszego Sportowca Wojska Polskiego” (1993 r.), zajęła 5. miejsce w plebiscycie na „Najlepszego Sportowca Polski” w Plebiscycie „Przeglądu Sportowego”.
Nagrody „Fair Play”: 1992 r. List gratulacyjny, 2006 r. Wyróżnienie Indywidualne za całokształt kariery sportowej oraz 2006 r. – Międzynarodowy konkurs Fair Play-Światowy Dyplom Fair Play w kategorii „Kariera sportowa”.
W 2001 r. odznaczona Złotym Krzyżem Zasługi przyznanym przez Prezydenta Rzeczypospolitej Aleksandra Kwaśniewskiego.

## Sukcesy
| Sukcesy na mistrzostwach świata | Sukcesy na mistrzostwach świata | Sukcesy na mistrzostwach świata                                      |
| Rok                             | Miasto                          | Miejsce                                                              |
| ------------------------------- | ------------------------------- | -------------------------------------------------------------------- |
| 1987                            | Bensheim                        | 3. miejsce drużynowo                                                 |
| 1988                            | Warszawa                        | 1. miejsce drużynowo                                                 |
| 1989                            | Wiener Neustadt                 | 1. miejsce drużynowo                                                 |
| 1990                            | Linköping                       | 1. miejsce drużynowo                                                 |
| 1991                            | Sydney                          | 1. miejsce drużynowo 1. miejsce w sztafecie                          |
| 1992                            | Budapeszt                       | 1. miejsce indywidualnie 1. miejsce drużynowo 1. miejsce w sztafecie |
| 1993                            | Darmstadt                       | 2. miejsce indywidualnie                                             |
| 1994                            | Sheffield                       | 2. miejsce drużynowo 1. miejsce w sztafecie                          |
| 1995                            | Bazylea                         | 1. miejsce drużynowo 1. miejsce w sztafecie                          |
| 1996                            | Siena                           | 3. miejsce drużynowo 1. miejsce w sztafecie                          |
| 1998                            | Meksyk                          | 1. miejsce w sztafecie                                               |

| Sukcesy na mistrzostwach Europy | Sukcesy na mistrzostwach Europy | Sukcesy na mistrzostwach Europy                                      |
| Rok                             | Miasto                          | Miejsce                                                              |
| ------------------------------- | ------------------------------- | -------------------------------------------------------------------- |
| 1989                            | Modena                          | 3. miejsce indywidualnie 1. miejsce drużynowo 1. miejsce w sztafecie |
| 1991                            | Sofia                           | 3. miejsce drużynowo                                                 |
| 1993                            | Győr                            | 1. miejsce w sztafecie                                               |
| 1995                            | Berlin                          | 1. miejsce indywidualnie 1. miejsce drużynowo 2. miejsce w sztafecie |
| 1997                            | Moskwa                          | 2. miejsce indywidualnie 1. miejsce drużynowo                        |
| 1998                            | Warszawa                        | 2. miejsce indywidualnie 2. miejsce drużynowo 3. miejsce w sztafecie |

| Sukcesy na mistrzostwach Polski | Sukcesy na mistrzostwach Polski | Sukcesy na mistrzostwach Polski |
| Rok                             | Miejsce                         |                                 |
| ------------------------------- | ------------------------------- | ------------------------------- |
| 1986                            | 3.                              |                                 |
| 1987                            | 1.                              |                                 |
| 1988                            | 3.                              |                                 |
| 1989                            | 2.                              |                                 |
| 1990                            | 1.                              |                                 |
| 1991                            | 1.                              |                                 |
| 1992                            | 1.                              |                                 |
| 1993                            | 3.                              |                                 |
| 1994                            | 1.                              |                                 |
| 1995                            | 3.                              |                                 |
| 1996                            | 1.                              |                                 |
| 1997                            | 1.                              |                                 |
| 1999                            | 2.                              |                                 |

Dodatkowo w 1996 została mistrzynią Polski w szermierce.